# Death to Analog
Death to Analog è il primo album in studio del gruppo musicale statunitense Julien-K, pubblicato il 10 marzo 2009 dalla Metropolis Records.

## Descrizione
Originariamente previsto per il 17 febbraio 2009, in concomitanza con il passaggio dalla televisione analogica a quella digitale, Death to Analog è stato prodotto dal chitarrista Amir Derakh e da Anthony "Fu" Valcic, con la produzione esecutiva del cantante dei Linkin Park, Chester Bennington.
Il 7 gennaio 2009 il cantante Ryan Shuck ha rivelato attraverso il profilo Myspace del gruppo la data di pubblicazione e la casa discografica con la quale avrebbero collaborato per la realizzazione dell'album, la Metropolis Records, la quale ha pubblicato la lista tracce dell'album attraverso il proprio sito ufficiale pochi giorni più tardi.
Il 22 febbraio 2010 è stata annunciata una riedizione dell'album per il solo mercato europeo. Distribuito in formato digipak il 5 marzo 2010, la riedizione è costituita da tre bonus track, tra cui il brano Dreamland, estratto come singolo finale nel mese di agosto 2010.

## Tracce
1. Death to Analog – 5:15 (Amir Derakh, Anthony Valcic, Ryan Shuck, Tim Palmer)
2. Someday Soon – 4:12 (Amir Derakh, Ryan Shuck)
3. Kick the Bass – 3:42 (Ryan Shuck, Amir Derakh)
4. Technical Difficulties – 4:20 (Amir Derakh, Ryan Shuck, Anthony Valcic)
5. Systeme de Sexe – 5:26 (Anthony Valcic, Amir Derakh, Ryan Shuck, Brandon Belsky)
6. Maestro – 3:30 (Amir Derakh, Ryan Shuck, Anthony Valcic)
7. Forever – 4:29 (James Kinney, Ryan Shuck, Amir Derakh, Anthony Valcic)
8. Spiral – 3:22 (Amir Derakh, A. Preven, S. Cutler, Ryan Shuck, Anthony Valcic)
9. Nvr Say Nvr – 4:01 (Debora Iyall, Larry Carter, Benjamin Bossi, Frank Zincavage, Peter Woods) – originariamente interpretata dai Romeo Void
10. Dystopian Girl – 5:01 (Ryan Shuck, Amir Derakh, Anthony Valcic, Tim Palmer, Brandon Belsky)
11. Look at U – 3:47 (Ryan Shuck, Amir Derakh)
12. Stranded – 3:57 (James Kinney, Ryan Shuck, Amir Derakh, Anthony Valcic)
13. Disease – 3:56 (Ryan Shuck, Amir Derakh, Brandon Belsky, Anthony Valcic, Tim Palmer)
14. Futura (DTA Mix) – 4:29 (Francesco Spazzoli, Cristian Camporesi, Anthony Valcic, Ryan Shuck, Amir Derakh)

Tracce bonus nella versione LP
1. Spiral (Paul Oakenfold Remix) – 6:32
2. Kick the Bass (She Wants Revenge Remix) – 4:57

Tracce bonus nella riedizione CD del 2010
1. Dreamland – 4:06
2. Killing Fields – 5:16
3. Maestro (Brandon Belsky Remix) – 6:59

Tracce bonus digitali
1. Maestro (Brandon Belsky Remix) – 6:59
2. Kick the Bass (Virgin Tears and Fu Remix) – 6:36
3. Technical Difficulties (iPunk Remix) – 5:41
4. Disease (Chris Holmes Ashtar Command Remix) – 5:38
5. Technical Difficulties (Bryan Black Remix) – 6:15
6. Technical Difficulties (Bryan Black Synth Attak Remix) – 5:56

Death to Digital (Bonus Remix Disc) – CD bonus nell'edizione limitata
1. Someday Soon (Headcleanr Remix) – 3:10
2. Maestro (Koma & Bones Remix) – 6:33
3. Spiral (Paul Oakenfold Remix) – 6:32
4. Kick the Bass (She Wants Revenge Remix) – 4:57
5. Disease (Franz & Shape Remix) – 5:06
6. Stranded (Jagz Kooner Remix) – 4:59
7. Forever (Bon Harris Remix) – 6:25
8. Systeme de Sexe (Combichrist Remix) – 6:17
9. Death to Analog (Mike Shinoda Remix) – 4:06
10. Look at U (deadmau5 Remix) – 4:59
11. Technical Difficulties (Photek Remix) – 6:34

## Formazione
Gruppo
- Ryan Shuck – voce, chitarra, sintetizzatore, programmazione
- Amir Derakh – programmazione, sintetizzatore, chitarra, slide guitar (traccia 1), campionatore (traccia 4), basso (traccia 10 e 13)
- Brandon Belsky – tastiera, voce, voce aggiuntiva e sintetizzatori (tracce 5 e 10), programmazione aggiuntiva (tracce 10 e 13)
- Anthony "Fu" Valcic – tastiera, programmazione
- Elias Andra – batteria, voce, drum machine aggiuntiva (traccia 13)

Altri musicisti
- Tim Palmer – programmazione aggiuntiva (traccia 1 e 13), chitarra aggiuntiva (tracce 1, 10 e 13), sintetizzatore e chitarra acustica aggiuntivi (traccia 13)
- Kenny Balys – programmazione aggiuntiva (traccia 1)
- Brian Spangenberg – basso aggiuntivo (traccia 3)
- Elle Cleare – voce femminile francese (traccia 5)
- Emily Meyer – voce femminile EFX (traccia 7)
- James Kinney – programmazione aggiuntiva (tracce 7 e 12), sintetizzatore aggiuntivo (traccia 7), tastiera aggiuntiva (traccia 12)
- Jamey Koch – chitarra EFX aggiuntiva (traccia 8)
- Franz & Shape – programmazione e sintetizzatore aggiuntivi (traccia 14)

Produzione
- Julien-K – produzione, missaggio (traccia 14)
- Tim Palmer – produzione (tracce 1, 10 e 13), missaggio
- Jeff Turzo – produzione aggiuntiva (traccia 8)
- Chester Bennington – produzione esecutiva
- Amir Derakh – registrazione
- Brandon Belsky – registrazione
- Anthony "Fu" Valcic – registrazione
- Sean Beavan – missaggio (traccia 5)
- Jamie Seyberth – assistenza tecnica
- Mark Kiczula – ingegneria Pro Tools aggiuntiva
- Ted Jensen – mastering

## Classifiche
| Classifica (2009)              | Posizione massima |
| ------------------------------ | ----------------- |
| Stati Uniti (dance/electronic) | 10                |
| Stati Uniti (heatseekers)      | 37                |

## Date di pubblicazione
| Paese       | Data di pubblicazione | Formati               | Etichetta          |
| ----------- | --------------------- | --------------------- | ------------------ |
| Stati Uniti | 10 marzo 2009         | CD, 2 CD              | Metropolis Records |
| Stati Uniti | 7 aprile 2009         | 2 LP                  | Metropolis Records |
| Mondo       | 20 ottobre 2009       | CD, download digitale | Metropolis Records |
| Europa      | 5 marzo 2010          | CD                    | Tiefdruck-Musik    |